# Bianka – Droga do szczęścia

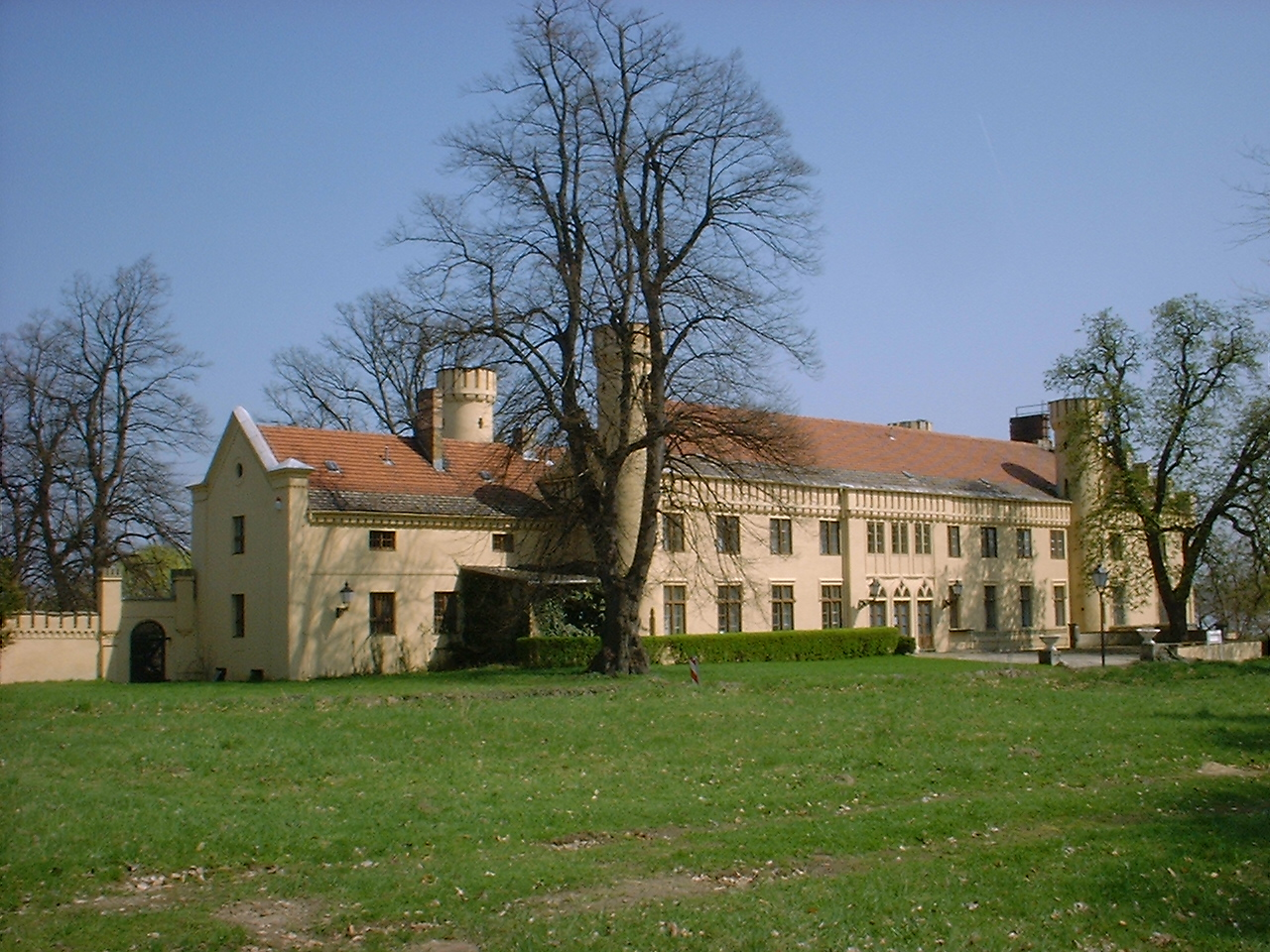
Zamek Petzow jako majątek Wellinghoff

Bianka – Droga do szczęścia, niem. Bianca – Wege zum Glück – niemiecki serial telewizji ZDF w 224 odcinkach. Rosyjska wersja nosi tytuł W ogniu miłości. W Niemczech ukazało się 12 tomików związanych z serialem.